# Winchester Mystery House

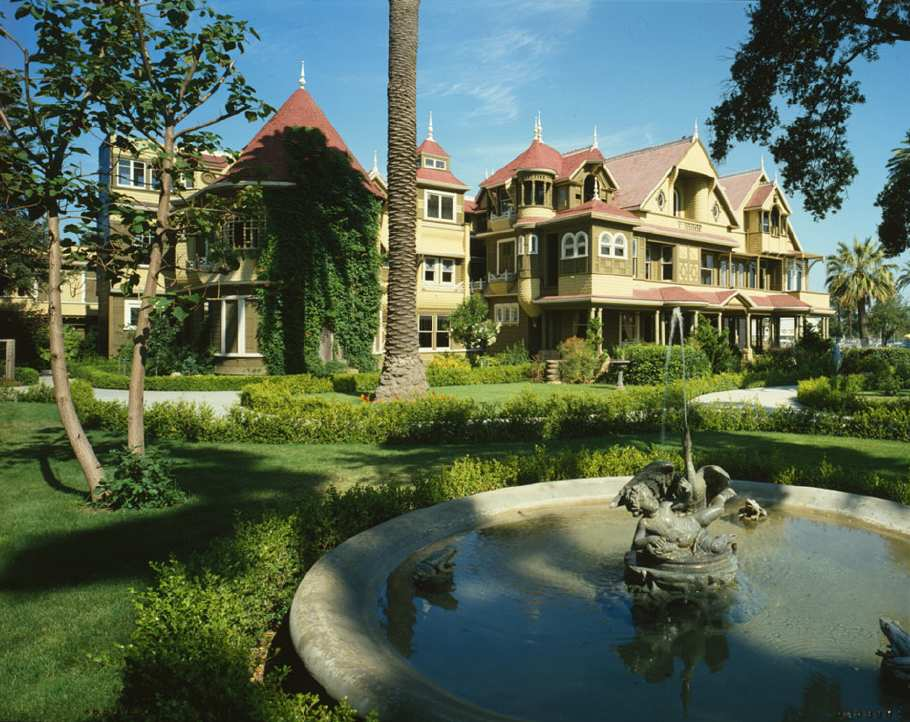
Zicht op het Winchester House vanuit het zuidoosten

Het Winchester Mystery House is een bekende villa in de stad San Jose in de Amerikaanse staat Californië.
Het was ooit de woning van Sarah Winchester, de weduwe van William Wirt Winchester, een Amerikaanse wapenmagnaat. Er werd 38 jaar aan een stuk aan de villa gebouwd, van 1884 tot aan Sarah Winchesters dood in 1922. De enorme villa, in laat-victoriaanse Queen Anne-stijl, staat bekend om haar enorme omvang en absolute gebrek aan structuur.
Er zijn ongeveer 160 kamers, waarvan 40 slaapkamers. Er zijn bovendien 47 haarden, 17 schoorstenen en 3 liften. Er zijn ook heel wat absurde eigenschappen aan het huis, zoals deuren en trappen die nergens heen leiden. Winchester voorzag de villa tevens van groot comfort. Zo liet ze moderne toiletten, gaslicht en warmeluchtverwarming installeren. Volgens verhalen geloofde Sarah Winchester dat het huis behekst werd door de geesten van mensen die het slachtoffer waren geworden van geweren van Winchester en dat zij alleen tot rust zouden komen als zij bleef voortbouwen.
Tegenwoordig is het Winchester House een toeristische attractie. De villa, die in het bezit is van Winchester Investments LLC, staat op het National Register of Historic Places en wordt door de staat Californië erkend als California Historical Landmark.
Het ligt aan de South Winchester Boulevard, net ten noorden van de Junipero Serra Freeway (I-280). Het landgoed grenst in het westen en noorden aan het bioscoopcomplex Winchester Theatres. Aan de overkant van de Boulevard ligt Santana Row, een luxueus winkel- en entertainmentcentrum. Ten noorden daarvan ligt nog een winkelcentrum, Westfield Valley Fair.

## Galerij

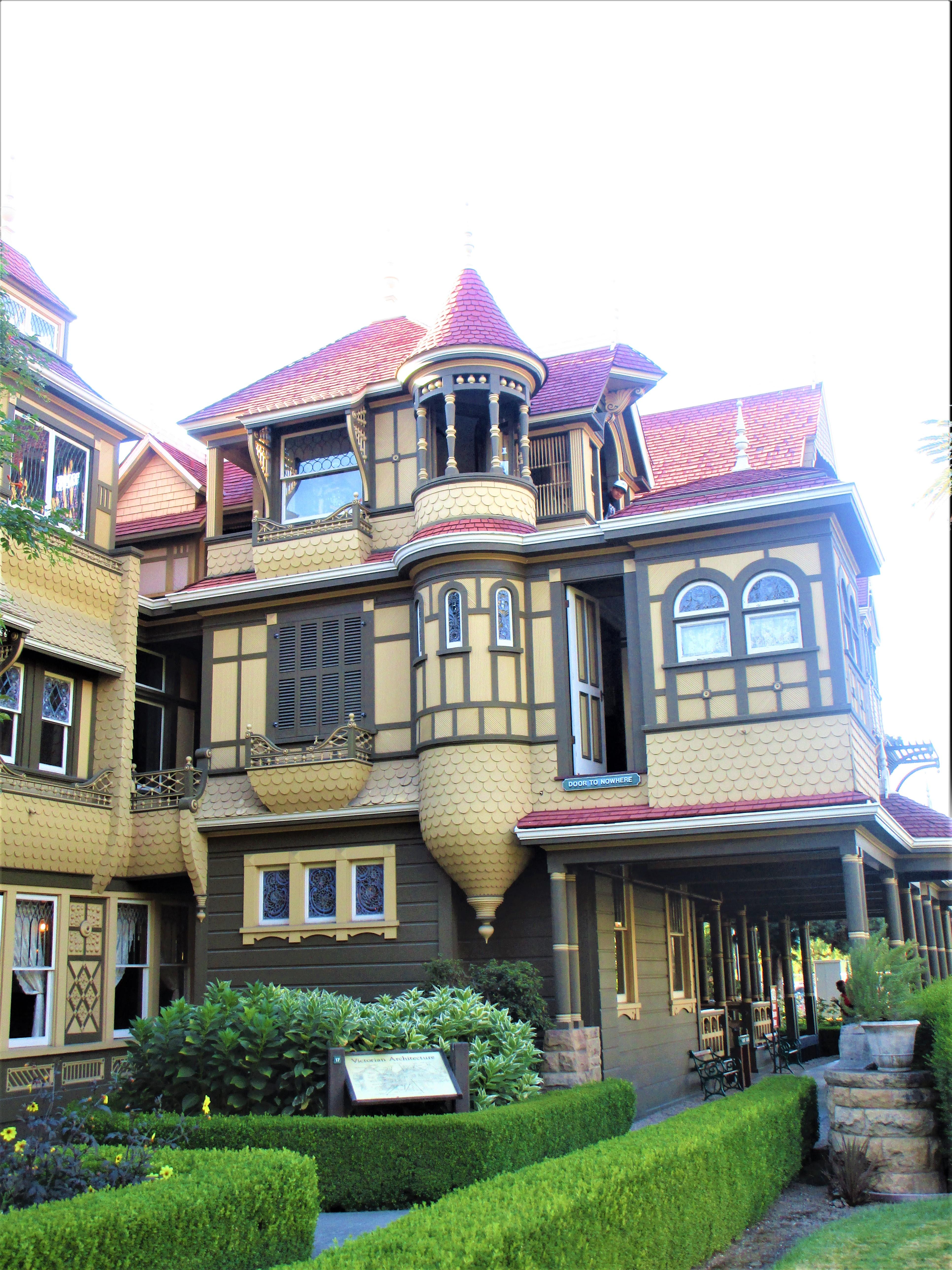
Zijzicht op hoofdingang
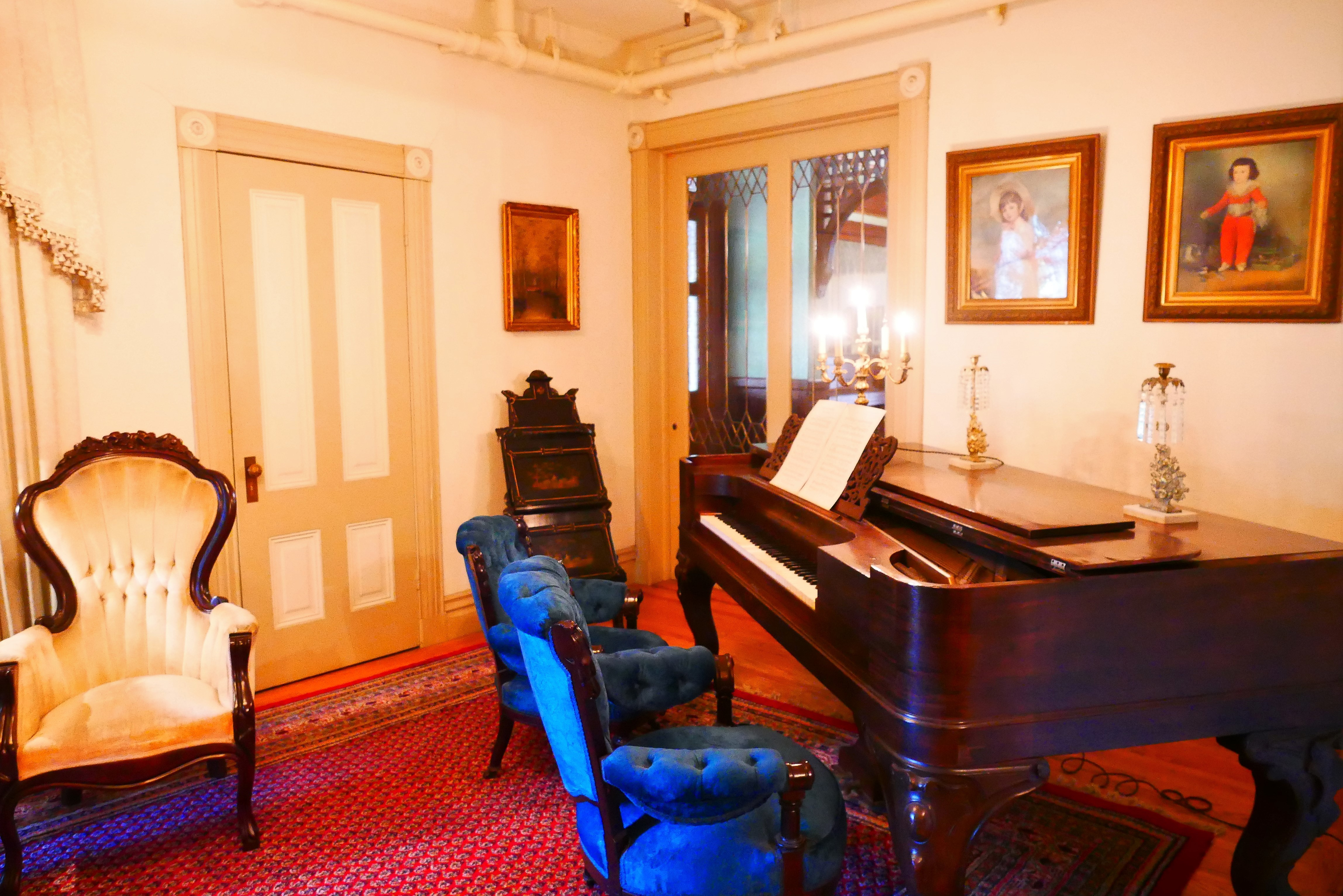
Kamer met piano
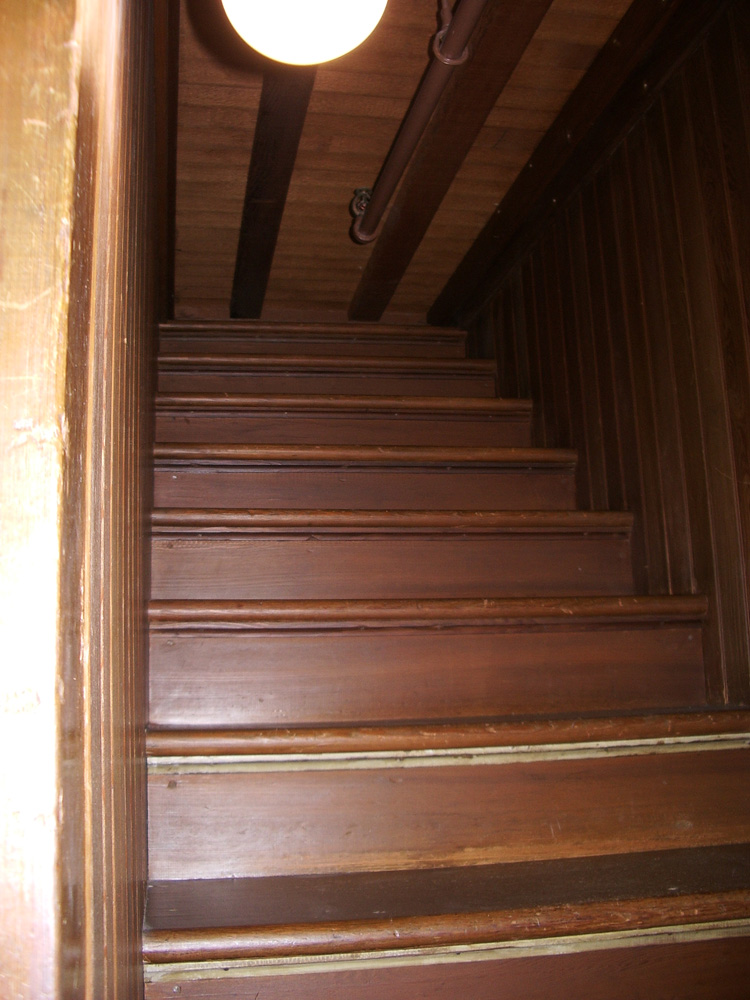
Trap zonder functie
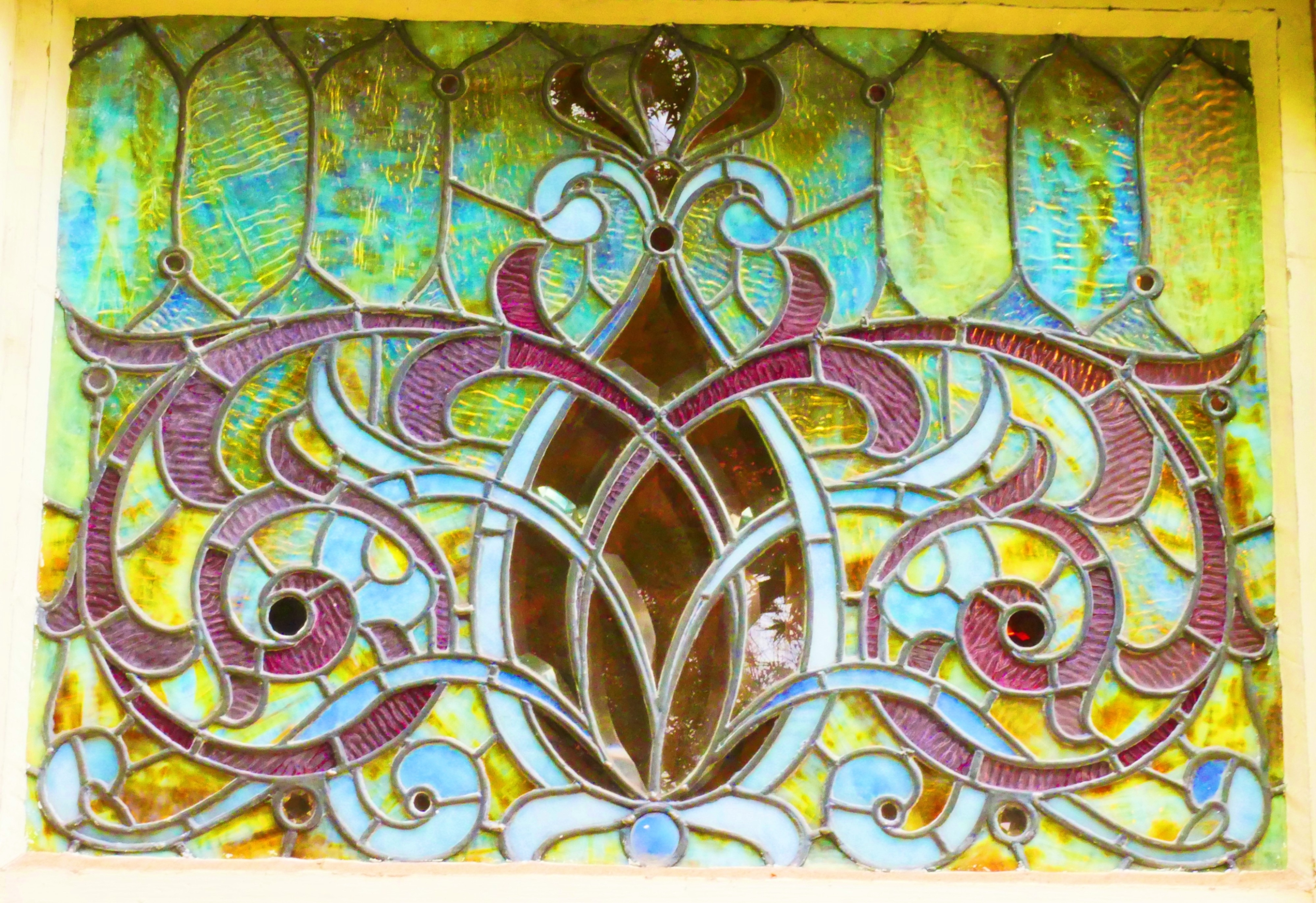
Glas-in-loodraam
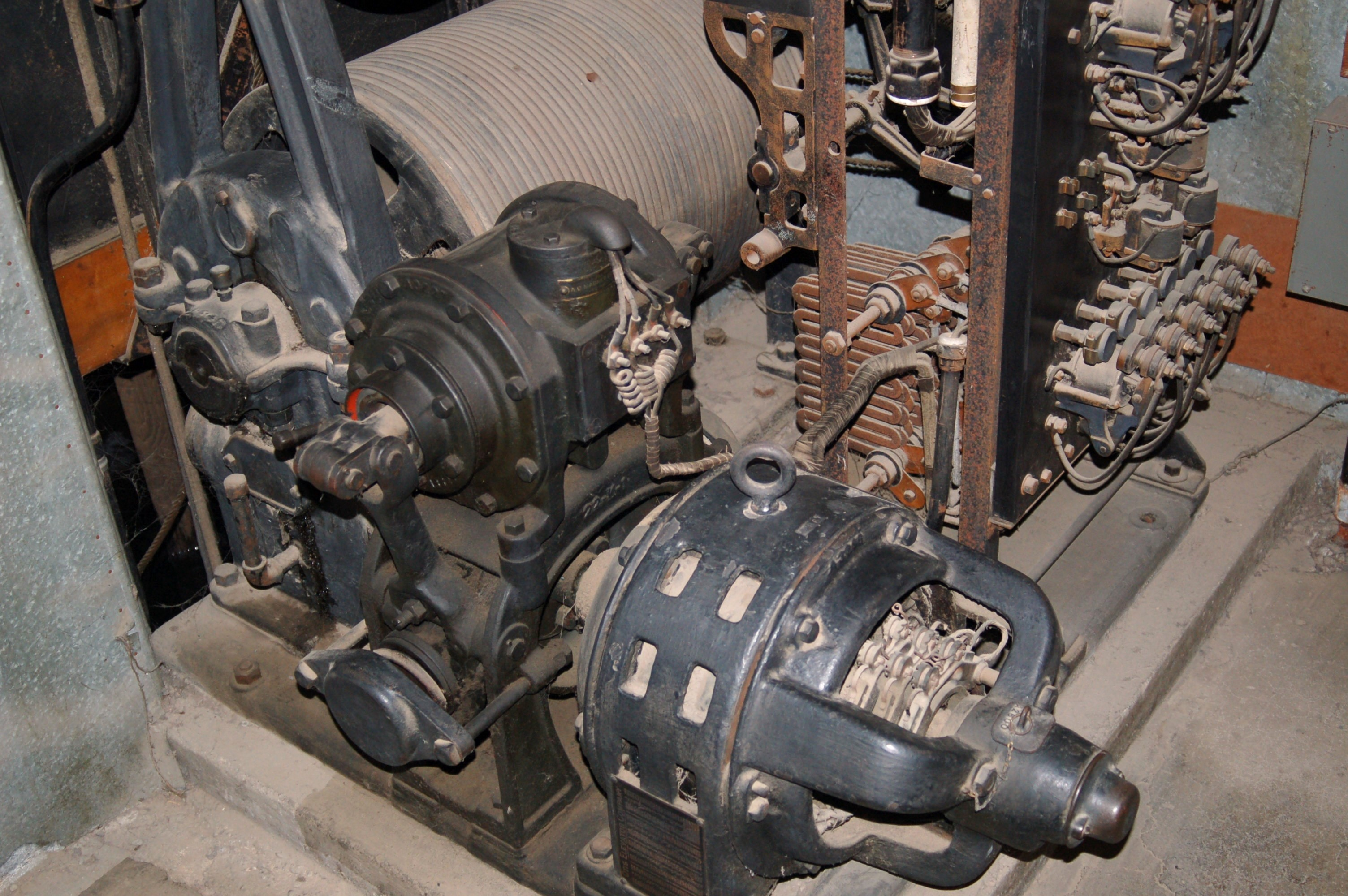
Machine voor de lift